# Akut myeloisk leukemi
Akut myeloisk leukemi, AML, är en form av cancer och den vanligaste formen av leukemi hos vuxna, och innebär en störning av utmognaden av myeloiska celler. Myeloiska celler är en undergrupp till vita blodceller som deltar i kroppens immunförsvar. Riskfaktorer för AML innefattar bland annat ärftlighet, exponering för strålning eller kemikalier (särskilt bensen) och tidigare behandling med cellgifter (alkylerare). Personer med Downs syndrom löper ökad risk. AML kan även uppträda sekundärt till myelodysplastiskt syndrom.

## Klassifikation
Myeloida leukemier är akuta eller kroniska beroende på hur snabbt sjukdomen förlöper utan behandling. 
En akut myeloisk leukemi kan delas in följande undergrupper enligt WHO:
- AML med genetisk abnormitet
- AML med myelodysplasi-relaterade förändringar
- Terapi-relaterade myeliska maligniteter
- AML ospecificerat
- Myeloid proliferation till följd av Downs Syndrom
- Blastisk plasmacytotisk dendritcells neoplasm

### FAB-klassifikationen
Traditionellt har FAB-klassifikationen använts för att klassificera AML, och sker fortfarande i viss mån även om man börjar frångå det. 
AML klassificeras efter utseende (morfologiskt) i M0-M7. Risk för allvarliga blödningar föreligger vid M3 och skall behandlas annorlunda jämfört med övriga AML-subklasser.
| Typ  | Namn                                                                          |
| ---- | ----------------------------------------------------------------------------- |
| M0   | Minimalt differentierad leukemi                                               |
| M1   | Myeloisk leukemi utan utmognad                                                |
| M2   | Myeloisk leukemi med utmognad                                                 |
| M3   | Hypergranulär promyelocytisk leukemi, eller akut promyelocytisk leukemi (APL) |
| M4   | Myelomonocytisk leukemi                                                       |
| M4eo | Myelomonocytisk leukemia tillsammans med abnorma benmärgs eosinofiler         |
| M5   | Monocytisk leukemi (M5a)                                                      |
| M6   | Erythroleukemi                                                                |
| M7   | Megakaryoblastisk leukemi                                                     |

## Diagnos
Diagnosen AML föregås ofta av ospecifika symptom som trötthet, svaghet, blåmärken, blödningar eller infektion.

## Behandling
Den initiala behandlingen utgörs av cellgifter, så kallad induktionsterapi, som i de flesta fall gör att sjukdomen inte längre kan påvisas mikroskopiskt ("remission"). Därefter ges en eller flera cellgiftskurer för att vidmakthålla remission ("konsolidering"). Trots sådan behandling är risken för återfall stor.
Behandling efter remission kan inkludera benmärgstransplantation. En form av immunterapi, en kombination av histamindihydroklorid och interleukin-2, godkändes 2008 som återfallsförebyggande behandling vid AML.